# Actic Fitness
Actic Fitness ist ein schwedisches Fitnessunternehmen mit Hauptsitz in Stockholm. Die in Europa tätige Fitnesskette wurde 1981 unter dem damaligen Namen Nautilus Gym in Schweden gegründet. Gegenwärtig betreibt Actic Fitness 178 Fitnessstudios in 4 Ländern, davon 25 in Deutschland und eins in Österreich. Die Studios befinden sich in Schweden, Norwegen, Deutschland und Österreich. Actic Fitness setzt auf eine Kombination aus Fitness, Kursen und Schwimmen, daher sind alle der Studios im deutschsprachigen Raum auch in ortsansässigen Schwimmbädern zu finden. Insgesamt trainieren bei Actic über 250.000 Mitglieder in allen Studios.

## Unternehmensgeschichte
Actic Fitness war bis zur Namensänderung im Jahre 2010 unter dem Namen Nautilus Gym tätig. Im Jahre 1981 wurde das Unternehmen Nautilus Gym in Schweden gegründet. Zehn Jahre später, im Jahre 1991, wurde das erste Mal ein Studio in einem existierenden Schwimmbad eröffnet. In den 1990ern und 2000ern expandierte die Fitnessstudio-Kette stark und hat derzeit insgesamt mehr als 170 Studios in Schweden, Norwegen, Deutschland und Österreich. Schweden besitzt mit über 110 Studios die höchste Anzahl an Studios.

## Actic Fitness GmbH in Deutschland und Österreich
Die Actic Fitness GmbH mit Sitz in Bonn betreibt 26 Studios in Deutschland und Österreich. In der Bonner Zentrale arbeiten insgesamt rund 10 Mitarbeiter. Insgesamt hatten die Filialen beider Länder im Februar 2018 zusammen etwa 24.000 Mitglieder.